# Полетика, Михаил Иванович
Михаил Иванович Полетика (1768—1824) — секретарь императрицы Марии Фёдоровны; родной брат Петра Ивановича Полетики. Действительный статский советник.
Родился 17 (28) сентября 1768 года. Образование получил в 1-м Кадетском корпусе. До 26 февраля 1807 года занимал должность секретаря императрицы Марии Фёдоровны, когда вышел в отставку с чином действительного статского советника и кавалером ордена Св. Анны 1-й степени.
В 1800 году женился на дочери М. И. Мордвинова Елизавете Михайловне Мордвиновой (1776—1802), которая вскоре умерла при рождении второго сына Михаила; первый сын — Александр.
Полетикой было написано анонимное метафизическое сочинение, изданное в 1818 году в Галле профессором Людвигом-Генрихом Якобом «Essais philosophiques sur l’homme, ses principaux rapports et за destinée, fondés sur l’expérience et la raison, suivis d’observations sur le beau» («Философские очерки о человеке…»).
По отзывам современников, М. И. Полетика принадлежал к числу образованнейших людей своего времени и отличался умом, добротой и высокими нравственными качествами.
Умер 5 (17) декабря 1824 года. Похоронен на Лазаревском кладбище Александро-Невской лавры.